# فیوز (فیلم)
فیوز (انگلیسی: Fuze) یک فیلم جنایی و دلهره‌آور در حال ساخت به کارگردانی دیوید مکنزی بر اساس فیلمنامه‌ای از بن هاپکینز است. در این فیلم آرون تیلور-جانسون، تئو جیمز، سم ورثینگتون، گوگو امبتا-را، الهام احساساس و آنر سوینتون برن ایفای نقش می‌کنند.

## داستان
پس از کشف یک بمب منفجر نشده از جنگ جهانی دوم در یک سایت ساختمانی در لندن، هرج و مرج ناشی از تخلیه و خلع سلاح بمب، پوششی عالی برای انجام یک سرقت بانک در آن نزدیکی فراهم می‌کند.

## تولید
فیلمبرداری در ۹ ژوئیه ۲۰۲۴ در لندن و مالت آغاز شد.